# Jack Gallagher
Oliver „Jack” Claffey (ur. 7 stycznia 1990 w Manchesterze) – brytyjski profesjonalny wrestler i były zawodnik mieszanych sztuk walki, obecnie występujący w federacji WWE w brandzie Raw w dywizji cruiserweight pod pseudonimem ringowym Gentleman Jack Gallagher. W przeszłości występował między innymi w federacjach Futureshock i Grand Pro Wrestling, gdzie zdobył FSW Championship i GPW British Championship. Odniósł również sukces zdobywając Futureshock Tag Team Championship w drużynie z Alexem Cyanidem.

## Kariera profesjonalnego wrestlera

### Wczesna kariera
Claffey był trenowany przez Alexa Shane'a i trenerów federacji Futureshock. Zadebiutował w profesjonalnym wrestlingu w wieku 16 lat 4 listopada 2006 podczas gali Futureshock #11 pod pseudonimem ringowym Jack Toxic, gdzie współpracował z Alexem Cyanidem, Dannym Hopem i Krisem Travisem i pokonali El Ligero, Charity, Faitha i Jamala Lewisa. Wraz z Billym Robinsonem trenował różne chwyty i dźwignie.

### Brytyjskie federacje niezależne

#### Lethal Dose (2007–2009)
Na początku 2007 Toxic i Cyanide zaczęli występować w Futureshock w drużynie jako Lethal Dose. Otrzymali pierwszą szansę na tytuły GPW Tag Team Championship podczas gali That's Entertainment federacji Grand Pro Wrestling. W lutym i kwietniu podróżowali z federacją Real Deal Wrestling, gdzie walczyli o RDW Tag Team Championship. Podczas podróży z federacją New Generation Wrestling wygrali wszystkie odbyte walki. Odnieśli sukces wygrywając FSW Tag Team Championship podczas gali Futureshock #27. Na gali Futureshock #29 utracili tytuły na rzecz The Doogooders. Przez resztę 2009 nie odnosili większych zwycięstw i tego samego roku ich drużyna została rozwiązana.

#### Grand Pro Wrestling (2007–2016)
Toxic zadebiutował w Grand Pro Wrestling przegrywając na gali West Park Fun Day ze Scarlettem Webem. W marcu i kwietniu 2008 nie udało mu się zakwalifikować do turnieju Crazy Cruiser 8 2008, lecz z powodu wygranej „Last Chance Saloon” Battle Royalu zdołał przyłączyć się do niego jako ostatni. 2 maja przegrał z El Ligero w ćwierćfinale. Podczas gali Justice For all pokonał Bubbleguma w kwalifikacyjnej walce do Rumble, lecz został z niego wyeliminowany. Podczas gali Guts & Glory powrócił do federacji jako Jack Gallagher i przegrał four-way scrabble match o GPW British Championship. Ponownie zawalczył i przegrał o ten tytuł na gali Battlefield, gdzie brał udział w 30-minutowym Iron Man matchu z Zackiem Diamondem i Mikeyem Whiplashem. Miesiąc później podczas gali Heroes & Villains zdobył tytuł pokonując Diamonda. Tytuł utracił w grudniu na gali Do Or Die na rzecz Ste Manna.
Gallagher powrócił do Grand Pro Wrestling biorąc udział w turnieju Crazy Cruiser 8 2013, gdzie po wygranej z Bubblegumem w ćwierćfinale odpadł będąc pokonanym przez El Ligero. Na początku 2014 zaczął rywalizację z CJ Banksem, która zakończyła się dopiero rok później na gali Back With A Bang, gdzie Banks odniósł zwycięstwo w singlowym starciu. Po przegranej z Chrisem Ridgewayem na gali Cruel Summer, Gallagher ponownie opuścił Grand Pro Wrestling. Powrócił do federacji występując na galach Friday Night Thriller 9 oraz A Night To Remember, gdzie pokonał swojego byłego partnera Cyanide'a.

#### Futureshock Wrestling (2008–2016)
8 czerwca 2008 Claffery, występujący jako Toxic, wziął udział w turnieju Lotto-Thunder i dotarł do półfinału, gdzie pokonał go Jack Domino. 13 września wziął udział w FSW Trophy Tournament 2009 i został wyeliminowany w pierwszej rundzie przez Sparxa. W 2010 zaczął korzystać z pseudonimu ringowego Jack Gallagher. Tego samego roku podczas gali Futureshock #48 zdołał wygrać FSW Trophy Tournament 2010 pokonując w finale Dave'a Breaksa. 6 listopada 2011 Gallagher pokonał Dave'a Rayne'a i odebrał mu FSW Championship. Czternaście miesięcy później utracił tytuł na rzecz Daveya Richardsa podczas gali Futureshock #61. Na następnej gali zdołał pokonać Stixxa i Zacka Gibsona o miano pretendenta do mistrzostwa. Na gali Futureshock #74 zmierzył się i wygrał z Sonjayem Duttem.

### Pro Wrestling Zero1 (2013)
3 marca 2013 zadebiutował w japońskiej federacji Pro Wrestling Zero1 występując jako Jack Anthony i uformował drużynę z Ikuto Hidaką. 15 kwietnia wraz z Craigiem Classicem, Jamesem Raideenem, Jasonem Newem, Maybachem Betą, Sebastianem Concretem, Stevenem Waltersem i Tamą Williamsem uformował ugrupowanie „New Age Wrestling Future” (NWF). Kilka tygodni później do grupy przyłączyli się Jonathan Gresham i Mark Coffey.

### WWE

#### Dywizja cruiserweight (od 2016)

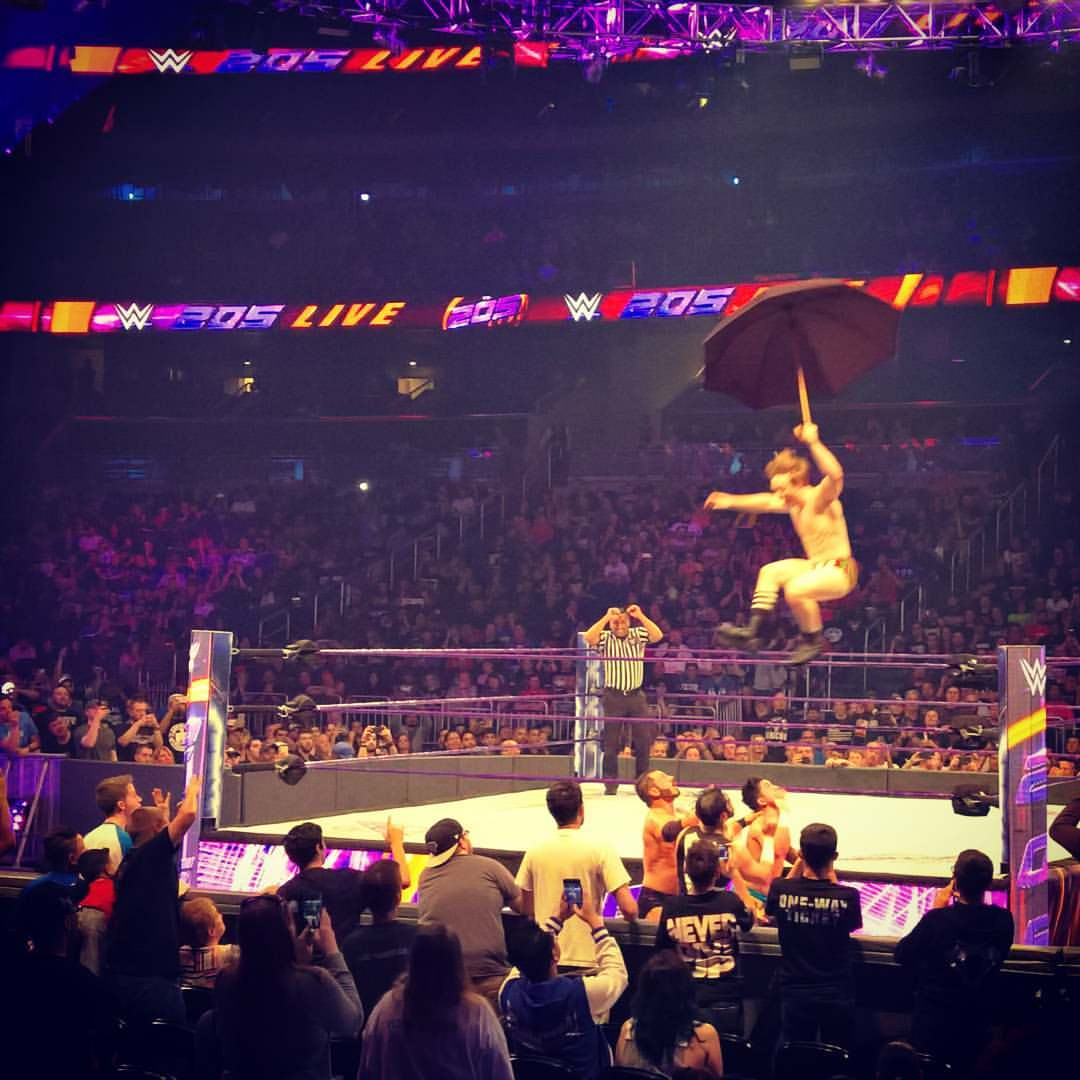
Gallagher skaczący z narożnika z parasolką „William III”.

W kwietniu 2016 podczas gali Chapter 29 federacji Progress Wrestling, Gallagher pokonał Pete'a Dunne'a i zakwalifikował się do turnieju Cruiserweight Classic prowadzonego przez WWE. W pierwszej rundzie pokonał Fabiana Aichnera, lecz w kolejnej przegrał z Akirą Tozawą.
Gallagher zadebiutował w głównych programach WWE występując podczas inauguracyjnego odcinka 205 Live, gdzie pokonał Ariyę Daivari'ego. 5 grudnia po raz pierwszy wystąpił na tygodniówce Raw ponownie pokonując Daivari'ego. 27 grudnia na odcinku 205 Live Gallagher i Daivari zmierzyli się w „Gentleman Duelu”, w którym docelowo mieli wybrać swoją broń, odwrócić do siebie plecami, zrobić pięć kroków i zaatakować, jednak Daivari oszukał swojego rywala i zaatakował go wcześniej. Ich rywalizacja zakończyła się 17 stycznia podczas odcinka 205 Live, gdzie Gallagher wygrał „I Quit” match. 29 stycznia podczas gali Royal Rumble jako jedyny cruiserweight wziął udział w Royal Rumble matchu, lecz został wyeliminowany przez Marka Henry'ego.
7 lutego pokonał TJ Perkinsa, Cedrica Alexandra, Noama Dara i Mustafę Ali'ego w Fatal 5-Way Elimination matchu o miano pretendenta do WWE Cruiserweight Championship. Podczas gali Fastlane zawalczył i przegrał o tytuł z Neville’em. 26 kwietnia podczas odcinka tygodniówki NXT przegrał w walce z Tylerem Batem o WWE United Kingdom Championship. 12 września podczas tygodniówki 205 Live zainterweniował w walce The Briana Kendricka i Cedrica Alexandra, gdzie zaatakował tego drugiego parasolką i uścisnął dłoń Kendrickowi, z którym rywalizował kilka tygodni wcześniej, wskutek czego zmienił rolę postaci w heela.

## Inne media
Postać Gallaghera po raz pierwszy przedstawiono w grze WWE 2K18

## Styl walki
- Finishery
  - Achilles lock[28] – 2016
  - Crucifix armbar[29]
  - Gentleman's Dropkick (Running corner dropkick)[30] – od 2016
  - Hammerlock crossface chickenwing[31] – od 2017
- Inne ruchy
  - Bridging scissored armbar[30]
  - Double underhook suplex
  - Dropkick[28]
  - European uppercut[32]
  - Full Windsor Knot / I Bloody Love The Graps Me / The Dreaded Rear Admiral (Over-rotated Delfin Clutch, czasem z dodaniem running soccer kicku w pośladki przeciwnika)
  - Guillotine choke[33]
  - Hammerlock[30]
  - Headbutt[30]
  - Inverted Indian deathlock[30]
  - Johnny Saint Special (Lady of the lake)[34]
  - Mary Poppins (Diving senton w przeciwnika znajdującego się poza ringiem przy trzymaniu parasoli)
  - Running crossbody
  - Twisting bodyscissors monkey flip[35]
- Przydomki
  - „The Grappler”
  - „The Mat Wizard”
  - „Punk Rocket”
  - „The Extraordinary Gentleman”
  - „Jacky Boy”
- Motywy muzyczne
  - „Toreador” ~ Adya (federacje niezależne)
  - „Carmen Suite No.1 – Les Toreadors (Intro Cut)” ~ Georges Bizet (WWE; 3 sierpnia 2016 – 1 grudnia 2016)
  - „Les Toréadors” ~ CFO$ (WWE; 5 grudnia 2016 – 17 października 2017)
  - „Gentleman” ~ CFO$ (WWE; od 22 października 2017)

## Mistrzostwa i osiągnięcia
- Futureshock Wrestling
  - FSW Championship (2 razy)
  - FSW Trophy Tournament (2010)
  - FSW Tag Team Championship (1 raz) – z Alexem Cyanidem
- Tetsujin Shoot Style
  - Tetsujin Shoot Style Tournament (2015)
- Grand Pro Wrestling
  - Gallagher's Gold Championship (1 raz)
  - GPW British Championship (1 raz)
- Pro Wrestling Illustrated
  - PWI umieściło go w top 500 wrestlerów rankingu PWI 500: 273. miejsce w 2016; 145. miejsce w 2017[36]
- Scottish Wrestling Alliance
  - Battlezone Rumble (2014)[37]